# ノルフォレドリン
ノルフォレドリン(Norpholedrine)は、交感神経系を興奮させる交感神経刺激薬である。パラ-ヒドロキシアンフェタミン(para-Hydroxyamphetamine、PHA)、α-メチルチラミン(α-methyltyramine、α-Me-TRA)、パレドリン(Paredrine)等とも言う。目薬に用いると、瞳孔を拡張させる効果を持つ。ノルフォレドリンは、散瞳を起こさせることを目的とし、トロピカミドと混合したParemydという商品名で売られている。アンフェタミンの代謝物質として得られる。
かつては人工物と考えられていたが、Acacia berlandieri等の植物に天然に含まれるアルカロイドであることが分かった。

## 暗視
1944年、アメリカ合衆国の海軍潜水艦医学研究所は、ノルフォレドリンを潜水艦乗組員の暗順応の改善に利用することについて研究した。試験を行った17の対象について、順応性が大幅に改善するという結果が得られた。